# Vetrov Hill
Vetrov Hill är en kulle i Antarktis. Den ligger i Östantarktis. Australien gör anspråk på området. Toppen på Vetrov Hill är 21 meter över havet.
Terrängen runt Vetrov Hill är kuperad åt sydost, men åt nordost är den platt. Havet är nära Vetrov Hill åt nordväst. Trakten är glest befolkad. Närmaste befolkade plats är Mirny Station, 1,8 kilometer nordost om Vetrov Hill. 